# 葉維庚
叶维庚（1773年—1828年），字贡三，号两垞（一作雨垞），浙江秀水人，清朝官員，历史学家、文学家。

## 生平
嘉庆十九年（1814年）甲戌科进士，殿試居二甲第二十二名，翰林院庶吉士。散館改知縣，曾任新喻、宝应、江阴知县，泰州知州。精通史学，有《三国志地理考》，及《纪元通考》十二卷等，文选有《钟秀山房诗文集》。